# 1984年の日本ハムファイターズ
1984年の日本ハムファイターズ（1984ねんのにっぽんハムファイターズ）では、1984年の日本ハムファイターズの動向をまとめる。
この年の日本ハムファイターズは植村義信監督の1年目であり、6月29日に植村に代わって就任した大沢啓二監督の9年目のシーズンである。

## 概要
前年のシーズン終了後に高橋一三が引退、江夏豊とトニー・ソレイタもチームを去り、さらに前年8勝の工藤幹夫も右肩痛でわずか1試合しか登板できず大幅に戦力ダウンしたチームは5月に入り5連敗で最下位に転落すると5月下旬にも8連敗、6月下旬に3連敗となったところで植村監督が解任、矢頭高雄ヘッドコーチが2試合監督代行を務めた後、大沢球団常務が任命責任を取る形で監督に復帰した。復帰直後は7試合で5勝2敗と好調で、5位の西武にあと1ゲーム差と迫った。だが、そこから球団史上最悪の14連敗を喫してしまい日本ハムの1975年以来9年ぶりの最下位が決定的となった。投手陣も坂巻明が自己最多の7勝、前年11勝の川原昭二も江夏の後任として14セーブを挙げたが、2ケタ勝利はゼロでチーム防御率も4.98と最下位だった。打撃陣もルーキーの白井一幸をはじめ津末英明などの若手が台頭したが、柏原純一が打率リーグ最下位、ソレイタの穴埋めとして入団のマーシャル・ブラントも期待外れに終わり、全体的に低調の中トミー・クルーズが最後まで阪急のブーマー・ウェルズと首位打者を争いただ一人気を吐いた。カード別では前年優勝の西武に12勝14敗、5位の南海に11勝11敗4分と健闘し、全球団負け越しは逃れたが上位陣には大きく負け越した。シーズン終了後に大沢監督がフロント業務に専念し、後任の監督には巨人OBの高田繁が就任した。

## チーム成績

### レギュラーシーズン
| 1    | 中   | 島田誠   |
| 2    | 遊   | 高代延博 |
| 3    | 左   | クルーズ |
| 4    | 一   | 柏原純一 |
| 5    | 右   | 二村忠美 |
| 6    | 三   | 古屋英夫 |
| 7    | 指   | ブラント |
| 8    | 捕   | 大宮龍男 |
| 9    | 二   | 白井一幸 |
| 投手 | 投手 | 田中幸雄 |

| 順位 | 4月終了時 | 4月終了時 | 5月終了時 | 5月終了時 | 6月終了時 | 6月終了時 | 7月終了時 | 7月終了時 | 8月終了時 | 8月終了時 | 最終成績 | 最終成績 |
| ---- | --------- | --------- | --------- | --------- | --------- | --------- | --------- | --------- | --------- | --------- | -------- | -------- |
| 1位  | 近鉄      | --        | 阪急      | --        | 阪急      | --        | 阪急      | --        | 阪急      | --        | 阪急     | --       |
| 2位  | 阪急      | 0.5       | 近鉄      | 4.0       | 近鉄      | 7.0       | 近鉄      | 6.5       | ロッテ    | 6.5       | ロッテ   | 8.5      |
| 3位  | 南海      | 1.0       | 南海      | 6.5       | ロッテ    | 7.5       | ロッテ    | 7.0       | 近鉄      | 12.5      | 西武     | 14.5     |
| 4位  | 西武      | 2.0       | ロッテ    | 8.5       | 南海      | 9.5       | 南海      | 11.5      | 西武      | 14.0      | 近鉄     | 16.5     |
| 5位  | ロッテ    | 2.5       | 西武      | 9.0       | 西武      | 12.0      | 西武      | 13.0      | 南海      | 20.0      | 南海     | 21.0     |
| 6位  | 日本ハム  | 3.0       | 日本ハム  | 14.0      | 日本ハム  | 15.0      | 日本ハム  | 19.0      | 日本ハム  | 25.0      | 日本ハム | 29.5     |

| 順位 | 球団                 | 勝 | 敗 | 分 | 勝率 | 差   |
| 1位  | 阪急ブレーブス       | 75 | 45 | 10 | .625 | 優勝 |
| 2位  | ロッテオリオンズ     | 64 | 51 | 15 | .557 | 8.5  |
| 3位  | 西武ライオンズ       | 62 | 61 | 7  | .504 | 14.5 |
| 4位  | 近鉄バファローズ     | 58 | 61 | 11 | .487 | 16.5 |
| 5位  | 南海ホークス         | 53 | 65 | 12 | .449 | 21.0 |
| 6位  | 日本ハムファイターズ | 44 | 73 | 13 | .376 | 29.5 |

## オールスターゲーム1984
| - コーチ 大沢啓二 | - ファン投票 選出なし | - 監督推薦 田中富生 川原昭二 大宮龍男 クルーズ |

## 表彰選手
| リーグ・リーダー |
| ---------------- |
| 受賞者なし       |

| ベストナイン         | ベストナイン | ベストナイン |
| 選手名               | ポジション   | 回数         |
| -------------------- | ------------ | ------------ |
| クルーズ             | 外野手       | 初受賞       |
| ダイヤモンドグラブ賞 |              |              |
| 選手名               | ポジション   | 回数         |
| 島田誠               | 外野手       | 4年連続4度目 |

## ドラフト
| 順位 | 選手名   | ポジション | 所属           | 結果 |
| ---- | -------- | ---------- | -------------- | ---- |
| 1位  | 河野博文 | 投手       | 駒澤大学       | 入団 |
| 2位  | 西村基史 | 投手       | 新日本製鐵広畑 | 入団 |
| 3位  | 早川和夫 | 外野手     | 三菱重工横浜   | 入団 |
| 4位  | 山蔭徳法 | 投手       | 盛岡商業高     | 入団 |
| 5位  | 森範行   | 内野手     | 岩倉高         | 入団 |
| 6位  | 丑山努   | 捕手       | 橘高           | 入団 |